# Mary Knep
Mary Knep, död 1681, var en engelsk skådespelare. Hon tillhörde de första kvinnliga skådespelarna i England sedan yrket där hade öppnats för kvinnor år 1660.
Hon var engagerad vid King's Company 1664-1681. 
Hon spelade både biroller och huvudroller och uppmärksammades för sin sångröst.